# ぞろぞろ
ぞろぞろは、落語の演目のひとつである。

## 内容
詣客がまばらな稲荷神社の門前。茶店を営む老夫婦の生活は苦しく、店主の老爺は妻の老婆に「売り上げがないため、仕入れもままならず、商品はわずかな駄菓子と、天井に吊るしたまま長く売れ残ったワラジ1足だけだ」と不満をぶちまける。老婆が「なにごとも信心だから、お稲荷様にお参りに行ってはどうですか」とすすめるので、店主は言うとおりに神社へ行き、茶店の繁盛を懸命に祈った。
店主が店に戻って間もなく、雨が降り出し、ひとりの参詣客が雨宿りにやって来る。茶を飲み終え、店を出ようとした客が引き返し、「地面がぬかるんでいて、おろしたばかりの自分の履物を汚したくない」と言い、ワラジを買う。老夫婦が「ご利益だろうか」と感じ入っていると、別の客が来て「ワラジをくれないか」と店主に注文する。「申し訳ありませんが、たった今売り切れてしまいまして」「何を言っている。そこに1足吊っているではないか」店主が振り返ると、売り切ったはずのワラジがあるので、店主は大きく驚く。「客がワラジを買うたび、新しいワラジがぞろぞろと下りてくる。下りたら下りるだけ、ワラジが売れていく。やはりお稲荷様のご利益だ。わたしたちはこれで生活が楽になる」
茶店の向かい（あるいは茶店の隣、隣町とも）の床屋の主人は、かつての茶店同様に寂れている。茶店が繁盛していくさまを見聞きし、うらやましがり、稲荷神社に参詣して祈りをささげる。
床屋が店に戻ると、店は客であふれかえっている。床屋は「さっそくのご利益だ」と喜び、カミソリで客のひげを剃る。
するとたちまち、新しいひげがぞろぞろと生えてきた。

## バリエーション
- 稲荷神社は、上方では赤手拭稲荷神社、東京では浅草の太郎稲荷大明神（台東区入谷2-19）が舞台となり、「欲張るとろくなことはない」というテーマから、小学校の教科書に掲載されたこともあった[1]。太郎稲荷は江戸時代における最大の流行神の1つで、もとは柳川藩立花家下屋敷の庭にあった屋敷神だが、1800年頃の麻疹の流行をきっかけに、立花家の嫡子が麻疹にかかったが太郎稲荷のおかげで軽く済んだという噂が広まり、参詣希望者が続出した[2]。1803年(享和3)に流行しだしたが、半年ほどですたれた[3]。流行しているときは周辺も店ができ賑やかになり、1804年には寛永寺の縁日よりも参詣客が多かったというが、すたれてしまうと元の田舎の風景に戻ってしまった[2][3]。

3代目桂米朝によれば、赤手拭稲荷の呼び名は、付近の船着き場の船頭が、ほこらのそばの3本の松の木に、魔除けとして垢のついた手拭をかけたことに由来するという（のちに、赤色の手拭が奉納されるようになる）。

## その他
六代目三遊亭圓窓が口演した内容が、2000年より教育出版の教科書「小学4年生『国語』下」に収録（2024年版では「上」）。